# Marstalla naturreservat (östra delen)
Marstalla naturreservat är ett naturreservat i Uppsala kommun i Uppsala län. Det är uppdelat i två reservat, förutom denna östra del av Marstalla naturreservat (västra delen).
Området är naturskyddat sedan 2008 och är 133 hektar stort. Reservatet består barrträd, men också björk och asp samt i norr av sumpskog.

## Tillgänglighet
Från vägen öster om reservatet går en 1,5 km lång mindre skogsväg fram till norra delen av Marstalla Öst. Den vägen underhålls inte regelbundet och alternativt kan man i stället gå upp till reservatet. Marstalla Öst saknar markerade stigar och någon form av navigeringshjälp kan vara bra att ha - GPS eller karta och kompass. 

Myren Långkärret sträcker sig i nord-sydlig riktning i 1 km och det finns även flera mindre myrar, men de utgör inga hinder om man har stövlar. Ändmorän från istidens slut har skapat partier av stora stenblock som kan vara svårframkomliga. Övriga naturtyper är lätta att ta sig fram i.

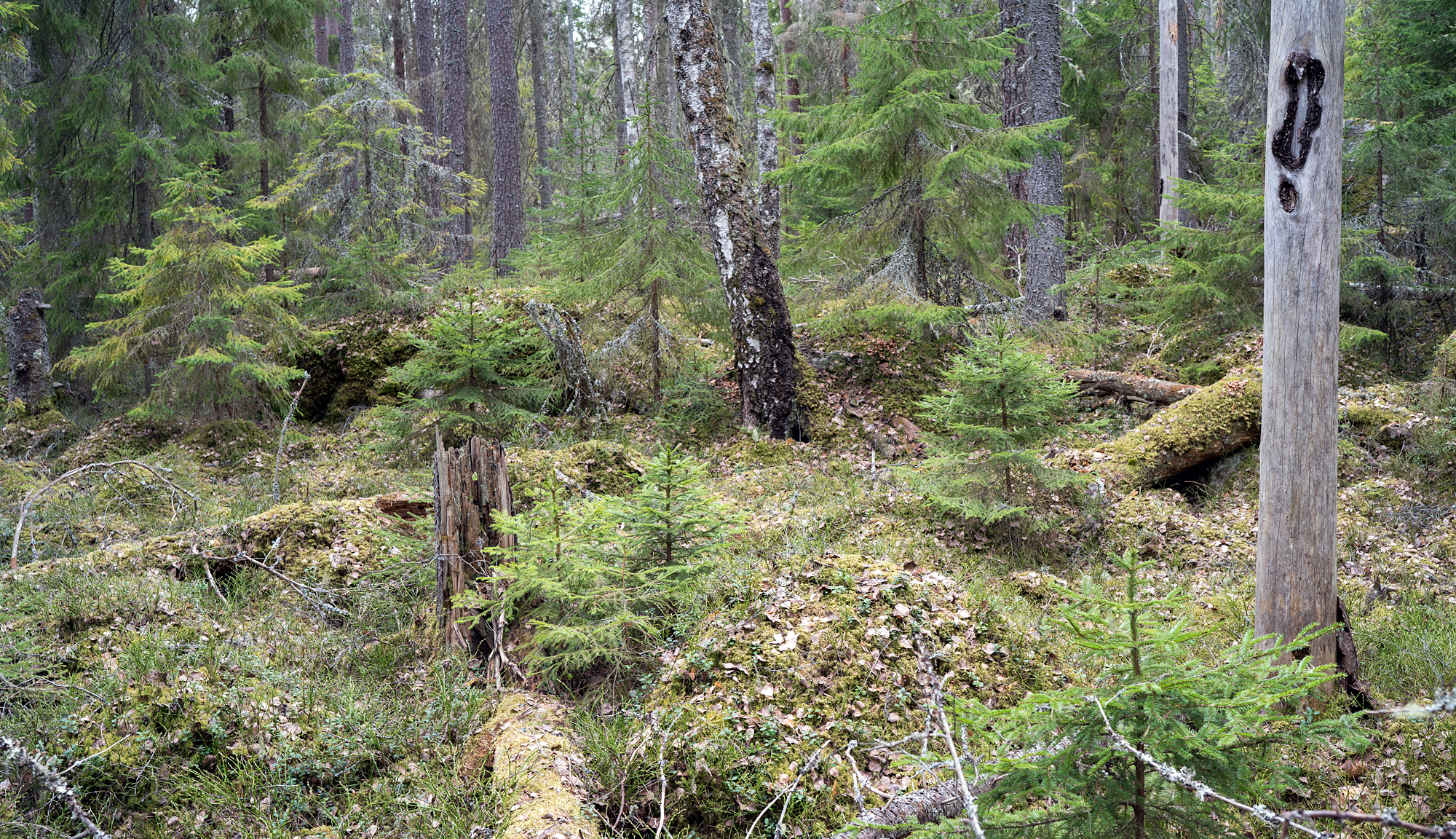
Träd i olika utvecklingsstadier.